# John E. Herlitz
John Eric Herlitz (Pine Plains, 30 dicembre 1942 – Novi, 24 marzo 2008) è stato un designer statunitense (vedi foto), noto per la sua proficua e fruttuosa collaborazione con il gruppo Chrysler..

## Notizie biografiche
Nato da genitori di origine svedese, a partire dall'età di 13 anni cominciò già a spedire alcuni suoi schizzi alla Chrysler Corporation, la quale rispose al giovanissimo designer in erba, indicandogli quali erano i requisiti richiesti dalla Casa per permettergli di entrare a collaborare con essa. Perciò, dopo gli studi superiori, Herlitz cominciò a frequentare il Pratt Institute, dove nel 1965 riuscì a laurearsi in design industriale. Subito dopo entrò proprio nel gruppo Chrysler, dove lavorò per la Plymouth. Uno dei suoi primi lavori fu la Plymouth SX, una concept car che avrebbe dato lo spunto per la Plymouth Barracuda del 1967 e per la nuova serie del 1970.

Nel 1969 Herlitz convola a nozze con Joan Elizabeth Neinas, dalla quale ebbe due figli.

Nel 1971 firmò le linee dei modelli GTX e Road Runner. Nel corso degli anni acquisì via via sempre maggiori responsabilità, fino a che nel 1994 egli venne promosso vice presidente del design e più tardi divenne vicepresidente senior.

Nel giugno del 2000, Herlitz annunciò il suo ritiro dall'attività, che avvenne nel gennaio del 2001.

Morì nel 2008 per delle gravi complicazioni in seguito ad una caduta nella sua casa in Florida.